# Томачевиця
Томачевиця (словен. Tomačevica) — поселення в общині Комен, Регіон Обално-крашка, Словенія. Висота над рівнем моря: 264,8 м.